# مشعان الخالد
مشعان خضير مشعان الخضير، (1892 - 1965)، نائب مجلس الامة الكويتي السابق، وأول رئيس لإدارة المالية في الكويت.

## سيرته
مشعان خضير مشعان الخضير ، والمعروف ب مشعان الخالد - ولد بالكويت عام 1892 ، أحد الاعضاء ال14 لل المجلس التشريعي الكويتي الأول ، وأول رئيس لإدارة المالية 1938 في الكويت، وهو ممن القي القبض عليهم من الاعضاء الخمسة علي خلفية احداث المجلس التشريعي الكويتي الثاني ودخل السجن في 25 مارس 1939م.

## حياته السياسية وعضوياته
- عضو في مجلس الأعيان في عهد الشيخ أحمد الجابر الصباح عام 1920.
- عضو الهيئة الإدارية للمدرسة الأحمدية في عهد الشيخ أحمد الجابر الصباح عام 1920 .
- عضو في المجلس البلدي الأول 1932.
- عضو في المجلس التشريعي من عام 1921 – 1938.
- عضو في مجلس المعارف من عام 1936 م – 1951.
- عضو في المجلس الأعلى من عام 1952 – 1962 م.[3]

## مكتبته
تبرع بمكتبته الخاصة لوزارة التربية عام 1956 م، وكانت وكانت هذه المكتبة عامرة بالكتب الأدبية والأجنبية.